# Xya nigraenea
Xya nigraenea är en insektsart som först beskrevs av Walker, F. 1871.  Xya nigraenea ingår i släktet Xya och familjen Tridactylidae. Inga underarter finns listade i Catalogue of Life.